# Callaspidia
Callaspidia is een geslacht van vliesvleugelige insecten van de familie Figitidae.

## Soorten
- C. aberrans (Kieffer, 1901)
- C. areolata (Kieffer, 1901)
- C. brevifurca (Kieffer, 1901)
- C. defonscolombei Dahlbom, 1842
- C. dufouri Giraud, 1860
- C. dusmeti Tavares, 1924
- C. ligurica Giraud, 1860
- C. marshalli (Kieffer, 1901)
- C. mediterranea Dalla Torre & Kieffer, 1910
- C. notata (Fonscolombe, 1832)
- C. rubricrus Dettmer, 1924
- C. westwoodi Dahlbom, 1842